# Cattleya sanguiloba
Cattleya sanguiloba är en orkidéart som först beskrevs av Carl Leslie Withner, och fick sitt nu gällande namn av Van den Berg. Cattleya sanguiloba ingår i släktet Cattleya och familjen orkidéer. Inga underarter finns listade i Catalogue of Life.